# Sangria
«Sangria» — третий сингл американского кантри-певца Блейка Шелтона с его девятого студийного альбома Bringing Back the Sunshine. Сингл вышел в продажу 6 апреля 2015 года. Авторами композиции стали J.T. Harding, Josh Osborne, Trevor Rosen.

## История
Песня впервые вышла на кантри-радио 6 апреля 2015 года.
Тамми Рагуза из журнала Country Weekly дал высокую оценку песне поставив ей категорию «A».
Режиссёром видеоклипа «Sangria», премьера которого состоялась в марте 2015 года, стал Trey Fanjoy.

## Позиции в чартах
Сингл «Sangria» 11 июля стал 20-м чарттоппером для Блейка Шелтона в Радиоэфирном кантри-чарте, в том числе 15-м подряд (14-м был в марте «Lonely Tonight» при участии Ashley Monroe). Первым из этих 15 был сингл «Hillbilly Bone» (при участии Trace Adkins) — 27 марта 2010 года. Первые 5 чарттопперов были в 2001—2009, а затем остальные десять (2010—2015). Более 20 чарттопперов в Country Airplay с момента запуска 20 января 1990 года этого чарта имеют только Тим Макгро (27), Алан Джексон (26), Джордж Стрейт (26), Кенни Чесни (25), Brooks & Dunn (20), Toby Keith (20) и Шелтон (20).
На октябрь 2015 года было продано 744 000 копий сингла в США.

### Еженедельные чарты
| Чарт (2014-15)                      | Наивысшая позиция |
| ----------------------------------- | ----------------- |
| Канада (Billboard Canadian Hot 100) | 43                |
| Канада (Billboard Country)          | 1                 |
| США (Billboard Hot 100)             | 38                |
| США (Billboard Country Airplay)     | 1                 |
| США (Billboard Hot Country Songs)   | 3                 |

### Итоговые годовые чарты
| Чарт (2015)                       | Позиция |
| --------------------------------- | ------- |
| США Country Airplay (Billboard)   | 40      |
| США Hot Country Songs (Billboard) | 6       |

## Сертификации
| Регион | Сертификация | Продажи |
| --- | ------------ | ------- |
| Канада (Music Canada) | Золотой      | 40 000* |
| США (RIAA) | Золотой      | 846,000 |
| * Данные о продажах приведены только на основе сертификации. ^ Данные о тиражах приведены только на основе сертификации. |              |         |